# Retaliation (альбом Keak da Sneak)
| Оценки критиков | Оценки критиков |
| Источник        | Оценка          |
| --------------- | --------------- |
| Allmusic        | [ 1 ]           |

Retaliation — третий студийный альбом американского рэпера Keak da Sneak. Он был выпущен 15 января 2002 года на лейбле Black Market Records, а его продюсерами выступили Sean T, One Drop Scott и сам Keak da Sneak. За первую неделю было продано 2,500 копий альбома.

## Список композиций
1. «So Quik» — 4:52
2. «No Remorse» — 4:13
3. «Get You Lit» — 4:38
4. «Don't Wanna See Me» — 3:19
5. «Squash Suckers» (при участии Scheem) — 3:28
6. «Welcome to Oakland» — 4:19
7. «In This Game» — 4:10
8. «Shockn Niggaz» (при участии Killa Tay и Cilla Caine) — 3:46
9. «It's the Sneak» — 4:13
10. «Industry Rule» — 3:44
11. «Me Me No and Fuck with These» — 3:32
12. «Out My Pocket» — 4:00
13. «Ride fo This» — 3:02
14. «Got Me Lifted» — 3:43
15. «Da Market» — 4:43
16. «Life Ain't Playin with You» (при участии Agerman) — 4:12